# Долно Постолар
Долно Постолар (на гръцки: Κάτω Απόστολοι, Като Апостоли) е село в Гърция, Егейска Македония, в дем Кукуш, в област Централна Македония.

## География
Селото се намира в дъното на Солунското поле, на 85 m надморска вискочина, на около 16 km югозападно от град Кукуш (Килкис) и на 3 km западно от Постолар (Апостоли).

## История
Селото е създадено през 20-те години на XX век от гърци бежанци от Източна Тракия, предимно от Долукьой (Родони), които се установяват тук през септември 1922 година. Признато е за селище на 16 май 1928 година.
В 1928 година Долно Постолар е представено като чисто бежанско със 131 бежански семейства и 482 души общо.
Населението произвежда предимно жито.
| Година    | 1913 | 1920 | 1928 | 1940 | 1951 | 1961 | 1971 | 1981 | 1991 | 2001 | 2011 | 2021 |
| --------- | ---- | ---- | ---- | ---- | ---- | ---- | ---- | ---- | ---- | ---- | ---- | ---- |
| Население |      |      | 403  | 692  | 811  | 812  | 614  | 633  | 536  | 558  | 408  | 297  |